# Zegarynka

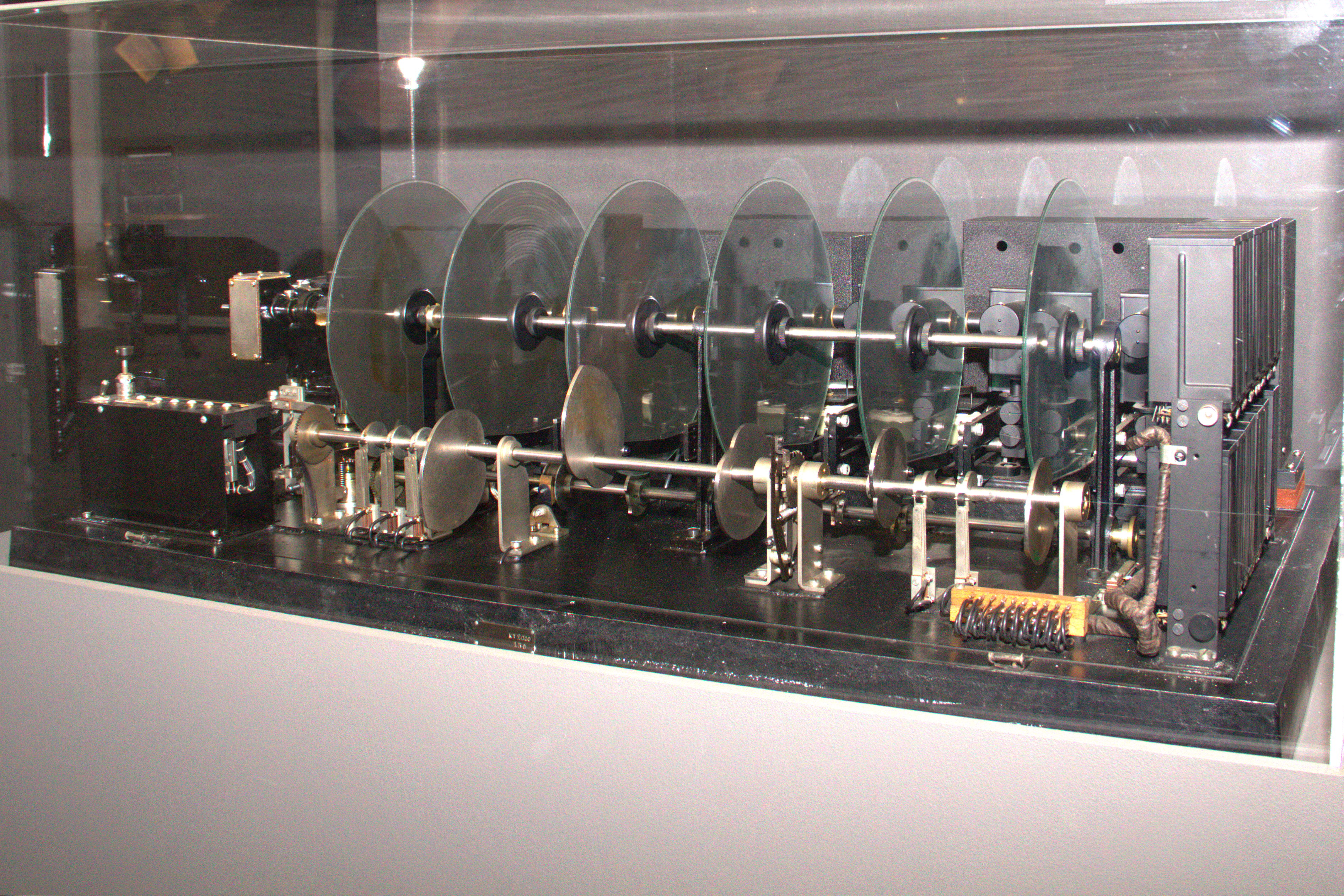
Zegarynka w muzeum Rupriikki (Finlandia)

Zegarynka – usługa telefoniczna na bieżąco informująca dzwoniącego o aktualnym czasie. Polski numer zegarynki to 19226.

## Historia
W Polsce po raz pierwszy zastosowano urządzenie tego typu (własnego patentu) w 1936 roku – najprawdopodobniej głosu użyczyła Ana Lina Häggberg, córka dyrektora technicznego firmy Ericsson, ale zastąpiła ją wybrana w listownym głosowaniu aktorka Lidia Wysocka. Pierwszymi miastami wyposażonymi w zegarynkę były Katowice (numer 06), Warszawa (numer 05), Gdynia, Toruń i Kraków (w lipcu 1936). Przedwojenna zegarynka stała się nawet tematem jednego z felietonów satyrycznych Stefana Wiecheckiego.
W latach 80. zegarynka była wykorzystywana do obchodzenia wyższych kosztów rozmów międzymiastowych (połączenie z zegarynką było naliczane jak miejscowe), gdyż istniała możliwość usłyszenia innych osób dzwoniących na zegarynkę w tym samym momencie.
Szwedzka zegarynka nazywana jest Fröken Ur, fińska – Neiti Aika, norweska: Fröken Ur, a holenderska „Ciocia Cor”, od imienia nauczycielki Cor Hoogendam, która w tym kraju użyczyła jej głosu jako pierwsza.